# Championnats d'Europe de karaté 2017
Navigation
Édition précédente Édition suivante
Les championnats d'Europe de karaté 2017, cinquante-deuxième édition des championnats d'Europe de karaté, ont lieu du 4 mai 2017 au 7 mai 2017 à Kocaeli, en Turquie.

## Podiums masculins

### Individuel
| Épreuve       | Or                             | Argent           | Bronze                            |
| ------------- | ------------------------------ | ---------------- | --------------------------------- |
| Kata          | Damián Hugo Quintero Capdevila | Ali Sofuoğlu     | Mattia Busato Roman Heydarov      |
| Kumite -60 kg | Kalvis Kalniņš                 | Marko Antic      | Dominik Imrich Angelo Crescenzo   |
| Kumite -67 kg | Burak Uygur                    | Alexandr Gutnik  | Carlos León Valbuena Mario Hodzic |
| Kumite -75 kg | Luigi Busà                     | Stanislav Horuna | Erman Eltemur Gabor Harspataki    |
| Kumite -84 kg | Uğur Aktaş                     | Berat Jakupi     | Denis Denisenko Timothy Petersen  |
| Kumite +84 kg | Simone Marino                  | Enes Erkan       | Slobodan Bitević Shahin Atamov    |

### Par équipes
| Épreuve | Or | Argent | Bronze |
| ------- | --- | --- | --- |
| Kata    | Espagne Jose Manuel Carbonell Sergio Galan Francisco Jose Salazar                                              | Italie Mattia Busato Alessandro Iodice Alfredo Tocco                                                           | Russie Maksim Ksenofontov Mehman Rzaev Emil Skovorodnikov France Lucas Jeannot Enzo Montarello Ahmed Zemouri |
| Kumite  | Turquie Uğur Aktaş Enes Erkan Gokhan Gunduz Ridvan Kaptan Serkan Yagci Alparslan Yamanoglu Muhammet Ali Yilmaz | France Julien Caffaro Jessie Da Costa Logan Da Costa Steven Da Costa Marvin Garin Kenji Grillon Corentin Séguy | Croatie Enes Garibovic Andjelo Kvesic Ivan Kvesic Ivan Martinac Ante Mrvicic Alan Surbek Zvonimir Zivkovic Ukraine Valerii Chobotar Stanislav Horuna Yaroslav Horuna Andriy Toroshanko Kostiantyn Tsymbal Ihor Uhnich |

## Podiums féminins

### Individuel
| Épreuve       | Or                   | Argent          | Bronze                              |
| ------------- | -------------------- | --------------- | ----------------------------------- |
| Kata          | Sandra Sánchez Jaime | Viviana Bottaro | Sandy Scordo Dilara Bozan           |
| Kumite -50 kg | Kateryna Kryva       | Duygu Bugur     | Serap Özçelik Bettina Plank         |
| Kumite -55 kg | Tuba Yakan           | Sara Cardin     | Anzhelika Terliuga Jovana Georgieva |
| Kumite -61 kg | Jovana Preković      | Lucie Ignace    | Merve Çoban Anita Serogina          |
| Kumite -68 kg | Alisa Buchinger      | Alizée Agier    | Sanja Cvrkota Hafsa Şeyda Burucu    |
| Kumite +68 kg | Anne-Laure Florentin | Meltem Hocaoğlu | Hana Antunovic Ivanna Zaytseva      |

### Par équipes
| Épreuve | Or                                                                              | Argent                                                          | Bronze |
| ------- | ------------------------------------------------------------------------------- | --------------------------------------------------------------- | --- |
| Kata    | Italie Sara Battaglia Viviana Bottaro Michela Pezzetti                          | France Lila Bui Marie Bui Sandy Scordo                          | Turquie Dilara Bozan Rabia Kusmus Gizem Sahin Espagne Gema Morales Margarita Morata Paula Rodriguez                                                     |
| Kumite  | Ukraine Kateryna Kryva Anastasiia Miastkovska Anita Serogina Anzhelika Terliuga | Turquie Mücessem Buse Avcu Merve Çoban Serap Özçelik Tuba Yakan | Slovaquie Veronika Semanikova Ingrid Suchankova Dominika Tatarova Jana Vojtikevicova France Alizée Agier Leïla Heurtault Lucie Ignace Alexandra Recchia |

## Tableau des médailles
Pays organisateur 
| Rang  | Nation            | Or | Argent | Bronze | Total |
| ----- | ----------------- | -- | ------ | ------ | ----- |
| 1     | Turquie           | 4  | 4      | 6      | 14    |
| 2     | Italie            | 3  | 3      | 2      | 8     |
| 3     | Espagne           | 3  | 0      | 2      | 5     |
| 4     | Ukraine           | 2  | 1      | 3      | 6     |
| 5     | France            | 1  | 4      | 3      | 8     |
| 6     | Serbie            | 1  | 1      | 2      | 4     |
| 7     | Autriche          | 1  | 0      | 1      | 2     |
| 8     | Lettonie          | 1  | 0      | 0      | 1     |
| 9     | Russie            | 0  | 1      | 3      | 4     |
| 10    | Macédoine du Nord | 0  | 1      | 1      | 2     |
| 11    | Allemagne         | 0  | 1      | 0      | 1     |
| 12    | Azerbaïdjan       | 0  | 0      | 2      | 2     |
| 12    | Slovaquie         | 0  | 0      | 2      | 2     |
| 14    | Croatie           | 0  | 0      | 1      | 1     |
| 14    | Hongrie           | 0  | 0      | 1      | 1     |
| 14    | Monténégro        | 0  | 0      | 1      | 1     |
| 14    | Pays-Bas          | 0  | 0      | 1      | 1     |
| 14    | Suède             | 0  | 0      | 1      | 1     |
| Total | Total             | 16 | 16     | 32     | 64    |